# Secret Millionaire (realityserie)
Secret Millionaire is een Britse realityserie die sinds 2006 wordt uitgezonden op Channel 4. In Nederland werd het tweede seizoen uitgezonden door RTL 4. Sinds 3 december 2008 wordt er ook in Amerika een versie van deze serie uitgezonden.
In Secret Millionaire gaan miljonairs undercover in de minder rijke wereld. Ze gaan op zoek naar geschikte personen waaraan zij geld zullen geven. De mensen waarmee de miljonair te maken krijgt, weten niet dat hij of zij veel geld heeft.
Sinds 4 januari 2009 wordt op RTL 4 ook een Nederlandse versie van Secret Millionaire uitgezonden. De eerste aflevering trok ongeveer een miljoen kijkers.